# Kella (település)
Kella település Németországban, azon belül Türingiában. Lakosainak száma 479 fő (2023. december 31.).

## Népesség
A település népességének változása:
| Lakosok száma | 472  | 478  | 475  | 482  | 479  |
|               | 2017 | 2019 | 2021 | 2022 | 2023 |